# Фріц Штідрі
Фріц Штідрі (нім. Fritz Stiedry; 11 жовтня 1883, Відень - 8 серпня 1968, Цюрих) — австрійський диригент. 

## Біографія
Навчався у Віденському університеті, а також в Академії музики, після чого за рекомендацією Густава Малера отримав місце асистента Ернста фон Шуха в Дрезденській опері, де працював в 1907 - 1908 рр. Надалі Штідрі диригував в оперних театрах Познані, Праги, Нюрнберга та інших міст, в 1914 очолив Берлінську оперу, за час роботи в якій здійснив ряд помітних постановок, в тому числі опери «Кавалер троянд» Ріхарда Штрауса. Після короткочасного перебування у Відні, де Штідрі продиригував прем'єрою опери Шенберга «Щаслива рука», диригент знову повернувся в Берлін. Спільно з Карлом Ебертом він повернув на сцену театру рідкісні опери Верді, створив нову версію постановки «Персня Нібелунга» Вагнера, здійснив ряд прем'єр. У 1932 році Штідрі одружився з австрійською співачкою й актрисою Еріці фон Вагнер, з якою в подальшому час від часу виступав разом, в тому числі як піаніст-концертмейстер.
Після приходу до влади нацистів у 1933 Штідрі емігрував до СРСР, де протягом декількох років керував симфонічним оркестром Ленінградської філармонії, виступав як в Ленінграді, так і в Москві, 15 жовтня 1933 вперше продиригував Першим фортепіанним концертом Дмитра Шостаковича (партію фортепіано виконував сам композитор). 22 березня 1935 року, оркестром Ленінградської філармонії під його керівництвом була вперше виконана Перша симфонія Гаврила Попова. Цікаво й те, що саме Фріц Штідрі готував до прем'єрного виконання в 1936 році 4 симфонію Шостаковича. Як відомо, автор зняв симфонію з виконання, ймовірно з політичних мотивів. За іншими джерелами, автор був незадоволений репетиційною роботою Ф. Штідрі, що, однак, викликає деякі сумніви і дискусії. 
У 1937 р. від іноземних диригентів, що працювали в СРСР, вимагали прийняти радянське громадянство, і Штідрі, який влітку 1937 року перебував у відпустці, в Австрії, несподівано для себе отримав лист з Москви з інформацією про те, що його договір не буде продовжений. На відміну від Оскара Фріда, що залишився в СРСР, Штідрі за сприяння Арнольда Шенберга перебрався в США. У Нью-Йорку Штідрі створив оркестр «Нові друзі музики» (New Friends of Music Orchestra), основу репертуару якого склали твори Баха і віденських класиків: Гайдна і Моцарта, багато з яких під керуванням Штідрі прозвучали вперше. Крім класичних, оркестр виконував також сучасні твори. Так, цей колектив дав прем'єру Другій камерній симфонії Шенберга. В середині 1940-х Штідрі знову звернувся до оперного диригування, працюючи спочатку в Чикаго, а в 1946 дебютував в театрі «Метрополітен-опера» постановкою опери Вагнера «Зигфрід». Публіка і критика вподобали диригента, і він пропрацював в театрі ще дванадцять сезонів, здійснивши понад 250 подань опер Моцарта, Верді, Вагнера та інших композиторів. Серед помітних постановок Штідрі цього періоду - «Орфей і Еврідіка» Глюка, «Фіделіо» Бетховена і ряд інших опер.
У 1958 році американські контракти Штідрі закінчилися, і він разом з дружиною повернувся до Європи, провівши останнє десятиліття свого життя в Цюриху. 

Штідрі - представник класичної австрійської диригентської школи, його інтерпретації відрізнялися палким темпераментом, сполученим з логікою і почуттям форми. Кирило Кондрашин згадував: 
 Штідрі - учень Малера, загалом, малер'янець, диригент дуже цікавий, особливо в німецькій романтичній музиці типу Вагнера, Брукнера, Малера. Але і Моцарта він робив дуже цікаво, хоча і дуже своєрідно. Треба сказати, що Штідрі редагував олівцем буквально кожен такт партитури, але втручався так мудро! На перший погляд здавалося, що він порушує Моцарта: перетворював чверті, написані у Моцарта в кінці фрази, на  восьмі, але це було абсолютно логічно. <...> Трохи він захоплювався таким ось надмірно гострим ритмічним рисунком, але треба сказати, що результати були блискучі. 